# Wahlkreis Rotherbaum – Harvestehude – Eimsbüttel-Ost
Der Wahlkreis 5 Rotherbaum – Harvestehude – Eimsbüttel-Ost ist ein Wahlkreis zur Wahl der Hamburgischen Bürgerschaft und im Bezirk Eimsbüttel. Er ist nach dem Hamburger Wahlrecht ein Mehrmandatswahlkreis, in dem drei Bürgerschaftsabgeordnete in Direktwahl oder nach Wahlkreislisten gewählt werden. Bis einschließlich 2011 war er auch ein Wahlkreis zur Wahl der Bezirksversammlung im Bezirk Eimsbüttel.
Der Wahlkreis umfasst die Stadtteile Rotherbaum, Harvestehude, Hoheluft-West und Eimsbüttel ohne die vier westlichsten Ortsteile. Er liegt im Norden des Hamburger Zentrums. Benachbarte Wahlkreise sind Eppendorf – Winterhude im Norden, Barmbek – Uhlenhorst – Dulsberg im Osten, Hamburg-Mitte im Süden, Altona im Südwesten und im Nordwesten Lokstedt – Niendorf – Schnelsen und Stellingen – Eimsbüttel-West, zu dem die vier westlichsten Ortsteile Eimsbüttels gehören.

## Strukturdaten
Im Wahlkreis leben knapp 78.000 Menschen, davon sind 60.000 wahlberechtigt. Die Wahlbeteiligung lag bei den vergangenen Bürgerschaftswahlen 2015 mit 67,0 Prozent über der Gesamtbeteiligung in Hamburg mit 56,5 Prozent.
Rotherbaum – Harvestehude – Eimsbüttel-Ost hat mit 10.239 Einwohner/km² die höchste Bevölkerungsdichte aller Wahlkreise. Der Hamburger Durchschnitt liegt bei 2294 Einwohner/km². Die unter 18-Jährigen bilden einen Anteil von 11,9 Prozent an der Gesamtbevölkerung (Hamburg 15,7 Prozent), die über 65-Jährigen 14,3 Prozent (18,8 Prozent). Der Ausländeranteil bewegt sich mit 15,5 Prozent knapp über dem Durchschnitt von 14,8 Prozent. Der Anteil ausländischer Schüler beträgt 11,5 Prozent gegenüber 15,6 Prozent in ganz Hamburg.
In der Sozialstruktur zeichnet sich der Wahlkreis durch einen unterdurchschnittlichen Anteil von Leistungsempfängern nach dem Zweiten Buch Sozialgesetzbuch (Arbeitslosengeld II, sogenanntes Hartz IV), eine niedrigere Arbeitslosenquote und den niedrigsten Anteil von Sozialwohnungen aus. 1,7 Prozent aller Wohnungen sind Sozialwohnungen (Hamburg 13,2 Prozent). Jedem Einwohner steht eine Wohnfläche von 41,3 Quadratmetern zur Verfügung (Hamburg 36,5 Quadratmeter), die Wohnungen sind durchschnittlich 71,8 Quadratmeter groß (71,8 Quadratmeter). Der Anteil der sozialversicherungspflichtig Beschäftigten lag im Jahre 2006 mit 44,7 Prozent unter dem Hamburger Durchschnitt von 47,3 Prozent. Die Arbeitslosenquote betrug im September desselben Jahres 5,2 Prozent und lag damit unter der Quote von 7,8 Prozent in ganz Hamburg. Ein großer Teil der Arbeitslosen erhält Leistungen nach dem Sozialgesetzbuch II (Hartz IV), im Juni 2006 waren es im Gebiet des Wahlkreises 3,2 Prozent der Bevölkerung, in Hamburg durchschnittlich 5,7 Prozent. Von der Gesamtbevölkerung des Wahlkreises erhielt im September 2006 nur jeder Sechzehnte Hartz-IV-Leistungen (6,1 Prozent) gegenüber im Durchschnitt 11,9 Prozent in Hamburg.
Die Kriminalitätsrate liegt im Wahlkreis Rotherbaum – Harvestehude – Eimsbüttel-Ost unter dem Hamburger Durchschnitt. Die Zahl der gesamten Straftaten je 1000 Einwohner beträgt 102 (Hamburg 137 je 1000 Einwohner), die Zahl der Gewaltdelikte drei (Hamburg fünf) und die Zahl der Diebstähle 54 je 1000 Einwohner (Hamburg 63).

## Wahlen

### Bürgerschaftswahl 2015
Zur Bürgerschaftswahl traten im Wahlkreis Rotherbaum – Harvestehude – Eimsbüttel-Ost folgende Parteien, Wählergruppen und Einzelkandidaten mit Wahlkreisbewerbern an (Reihenfolge wie auf dem Stimmzettel):
- SPD (6 Kandidaten)
- CDU (6 Kandidaten)
- Die Linke (6 Kandidaten)
- PIRATEN (4 Kandidaten)
- FDP (3 Kandidaten)
- GRÜNE (2 Kandidaten)
- AfD (2 Kandidaten)

60.000 Personen waren wahlberechtigt. Jeder Wähler hatte fünf Stimmen für die Landesliste und fünf Stimmen für die Wahlkreislisten. Diese fünf Stimmen konnten beliebig auf die Kandidaten (Wahlkreis und Landesliste) und Gesamtlisten (nur Landeslisten) der Parteien verteilt werden. Die Wahlbeteiligung betrug 67,0 Prozent. 1,8 Prozent der abgegebenen Stimmzettel für die Landesliste sowie 2,2 Prozent der Stimmzettel für die Wahlkreislisten waren ungültig. Für die Landeslisten wurden 195.214 gültige Stimmen abgegeben, für die Wahlkreislisten insgesamt 194.440.
Gewählte Abgeordnete:
- Uwe Giffei (SPD)
- Michael Westenberger (CDU)
- Till Steffen (Grüne)

| Partei    | Landesliste Parteistimmen in Prozent | Wahlkreisliste in Prozent | Landesliste Parteistimmen | Landesliste Listenstimmen | Landesliste Persönlichkeitsstimmen | Wahlkreisliste |
| --------- | ------------------------------------ | ------------------------- | ------------------------- | ------------------------- | ---------------------------------- | -------------- |
| SPD       | 37,8                                 | 32,2                      | 73.870                    | 34.441                    | 39.429                             | 62.526         |
| CDU       | 13,9                                 | 18,5                      | 27.158                    | 16.218                    | 10.940                             | 35.902         |
| Die Linke | 10,9                                 | 11,5                      | 21.225                    | 14.011                    | 7.214                              | 22.267         |
| FDP       | 9,9                                  | 8,0                       | 19.306                    | 11.788                    | 7.518                              | 15.485         |
| Grüne     | 19,7                                 | 23,9                      | 38.492                    | 25.715                    | 12.777                             | 46.522         |
| AfD       | 3,4                                  | 3,2                       | 6.625                     | 4.855                     | 1.770                              | 6.183          |
| PIRATEN   | 1,7                                  | 2,9                       | 3.237                     | 2.519                     | 718                                | 5.555          |

Auf die Landeslisten der Parteien ohne eigene Wahlkreislisten entfielen 2,7 Prozent der abgegebenen gültigen Stimmen.

### Bürgerschaftswahl 2011
Zur Bürgerschaftswahl traten im Wahlkreis Rotherbaum – Harvestehude – Eimsbüttel-Ost folgende Parteien, Wählergruppen und Einzelkandidaten mit Wahlkreisbewerbern an (Reihenfolge wie auf dem Stimmzettel):
- CDU (6 Kandidaten)
- SPD (6 Kandidaten)
- GRÜNE/GAL (6 Kandidaten)
- PIRATEN (6 Kandidaten)
- Die Linke (5 Kandidaten)
- FDP (5 Kandidaten)

58.294 Personen waren wahlberechtigt. Jeder Wähler hatte fünf Stimmen für die Landesliste und fünf Stimmen für die Wahlkreislisten. Diese fünf Stimmen konnten beliebig auf die Kandidaten (Wahlkreis und Landesliste) und Gesamtlisten (nur Landeslisten) der Parteien verteilt werden. Die Wahlbeteiligung betrug 69,4 Prozent. 1,8 Prozent der abgegebenen Stimmzettel für die Landesliste sowie 2,4 Prozent der Stimmzettel für die Wahlkreislisten waren ungültig. Für die Landeslisten wurden 188.403 gültige Stimmen abgegeben, für die Wahlkreislisten insgesamt 187.509.
Gewählte Abgeordnete:
- Katharina Wolff (CDU)
- Martin Schäfer (SPD)
- Till Steffen (GAL)

| Partei    | Landesliste Parteistimmen in Prozent | Wahlkreisliste in Prozent | Landesliste Parteistimmen | Landesliste Listenstimmen | Landesliste Persönlichkeitsstimmen | Wahlkreisliste |
| --------- | ------------------------------------ | ------------------------- | ------------------------- | ------------------------- | ---------------------------------- | -------------- |
| CDU       | 17,8                                 | 19,9                      | 33.593                    | 19.146                    | 14.429                             | 37.252         |
| SPD       | 43,1                                 | 36,1                      | 81.146                    | 42.065                    | 39.081                             | 67.770         |
| GAL       | 18,5                                 | 24,6                      | 34.921                    | 21.177                    | 13.744                             | 46.192         |
| PIRATEN   | 2,6                                  | 4,1                       | 4.852                     | 3.416                     | 1.436                              | 7.635          |
| Die Linke | 7,6                                  | 8,1                       | 14.276                    | 8.868                     | 5.408                              | 15.103         |
| FDP       | 7,9                                  | 7,2                       | 14.799                    | 9.000                     | 5.799                              | 13.557         |

Auf die Landeslisten der Parteien ohne eigene Wahlkreislisten entfielen 2,5 Prozent der abgegebenen gültigen Stimmen.

### Wahl der Bezirksversammlung 2011
Zur Wahl der Bezirksversammlung Eimsbüttel traten im Wahlkreis Rotherbaum – Harvestehude – Eimsbüttel-Ost folgende Parteien, Wählergruppen und Einzelkandidaten mit Wahlkreisbewerbern an (Reihenfolge wie auf dem Stimmzettel):
- CDU (18 Kandidaten)
- SPD (18 Kandidaten)
- GAL (14 Kandidaten)
- FDP (8 Kandidaten)
- Die Linke (3 Kandidaten)
- Freie Wähler (1 Kandidatin)

Zur Wahl der Bezirksversammlung waren auch Staatsangehörige der Mitgliedstaaten der Europäischen Union wahlberechtigt. Die Anzahl der Wahlberechtigten war mit 61.653 Personen deshalb größer als bei der Bürgerschaftswahl. Die Möglichkeit zur Verteilung der Stimmen auf Gesamtlisten und einzelne Bewerber entsprach dem der Wahl zur Bürgerschaft. Die Wahlbeteiligung betrug 64,1 Prozent. 2,2 Prozent der abgegebenen Stimmzettel für die Bezirksliste sowie 3,1 Prozent der Stimmzettel für die Wahlkreislisten waren ungültig. Für die Bezirkslisten wurden 190.022 gültige Stimmen abgegeben, für die Wahlkreislisten insgesamt 189.612.
| Partei       | Bezirksliste Parteistimmen in Prozent | Wahlkreisliste in Prozent | Bezirksliste Parteistimmen | Bezirksliste Listenstimmen | Bezirksliste Persönlichkeitsstimmen | Wahlkreisliste |
| ------------ | ------------------------------------- | ------------------------- | -------------------------- | -------------------------- | ----------------------------------- | -------------- |
| CDU          | 19,7                                  | 20,0                      | 37.443                     | 25.650                     | 11.793                              | 37.963         |
| SPD          | 36,9                                  | 37,2                      | 70.184                     | 47.891                     | 22.293                              | 70.521         |
| GAL          | 23,7                                  | 25,9                      | 45.024                     | 30.320                     | 14.704                              | 49.148         |
| FDP          | 7,4                                   | 7,6                       | 14.083                     | 9.063                      | 5.020                               | 14.327         |
| Die Linke    | 7,6                                   | 7,9                       | 14.446                     | 10.625                     | 3.821                               | 15.074         |
| Freie Wähler | 0,8                                   | 1,4                       | 1.562                      | 1.023                      | 539                                 | 2.579          |

Auf die Bezirkslisten der Parteien ohne eigene Wahlkreislisten entfielen 3,9 Prozent der abgegebenen gültigen Stimmen.

### Bürgerschaftswahl 2008
Zur Bürgerschaftswahl in Hamburg 2008 traten im Wahlkreis Rotherbaum – Harvestehude – Eimsbüttel-Ost sechs Parteien mit eigenen Wahlkreislisten und insgesamt 28 Kandidaten an. Die AGFG bewarb sich nur in diesem Wahlkreis mit einer eigenen Wahlkreisliste.
- CDU (6 Kandidaten)
- SPD (4 Kandidaten)
- GAL (6 Kandidaten)
- FDP (6 Kandidaten)
- Die Linke (5 Kandidaten)
- AGFG (1 Kandidatin)

56.947 Personen waren wahlberechtigt. Jeder Wähler hatte eine Stimme für die Landesliste und fünf Stimmen für die Wahlkreislisten. Diese fünf Stimmen konnten beliebig auf die Kandidaten und Gesamtlisten der Parteien verteilt werden. Die Wahlbeteiligung betrug bei der Landesliste 72,9 Prozent und bei den Wahlkreislisten 72,7 Prozent. 0,6 Prozent der abgegebenen Stimmzettel für die Landesliste sowie 2,3 Prozent der Stimmzettel für die Wahlkreislisten waren ungültig. Für die Landesliste wurden 41.246 gültige Stimmen abgegeben, für die Wahlkreislisten insgesamt 199.034.
Gewählte Abgeordnete:
- A. W. Heinrich Langhein (CDU)
- Martin Schäfer (SPD)
- Till Steffen (GAL)

Das Bürgerschaftsmandat von Till Steffen ruht, solange er Justizsenator ist. Nachberufen wurde für diesen Zeitraum Jenny Weggen (GAL).
| Partei    | Landesliste in Prozent | Wahlkreisliste Parteistimmen in Prozent | Landesliste | Wahlkreisliste Parteistimmen | Wahlkreisliste Listenstimmen | Wahlkreisliste Persönlichkeitsstimmen |
| --------- | ---------------------- | --------------------------------------- | ----------- | ---------------------------- | ---------------------------- | ------------------------------------- |
| CDU       | 36,9                   | 32,7                                    | 15.218      | 65.095                       | 45.892                       |                                       |
| SPD       | 33,7                   | 28,8                                    | 13.896      | 57.232                       | 37.207                       |                                       |
| GAL       | 15,7                   | 23,5                                    | 6.496       | 46.865                       | 26.543                       |                                       |
| FDP       | 5,3                    | 6,7                                     | 2.204       | 13.343                       | 7.740                        |                                       |
| Die Linke | 6,7                    | 7,8                                     | 2.753       | 15.576                       | 9.840                        |                                       |
| AGFG      | 0,2                    | 0,5                                     | 70          | 923                          | 236                          | 687                                   |

Auf die Landeslisten der Parteien ohne eigene Wahlkreislisten entfielen 1,6 Prozent der abgegebenen gültigen Stimmen.

### Wahl der Bezirksversammlung 2008
Zur Wahl der Bezirksversammlung Eimsbüttel traten im Wahlkreis Rotherbaum – Harvestehude – Eimsbüttel-Ost sechs Parteien mit eigenen Wahlkreislisten und insgesamt 53 Kandidaten an.
- CDU (10 Kandidaten)
- SPD (7 Kandidaten)
- GAL (12 Kandidaten)
- FDP (16 Kandidaten)
- Die Linke (7 Kandidaten)
- AGFG (1 Kandidatin)

Zur Wahl der Bezirksversammlung waren auch Staatsangehörige der Mitgliedstaaten der Europäischen Union wahlberechtigt. Die Anzahl der Wahlberechtigten war mit 60.536 Personen deshalb größer als bei der Bürgerschaftswahl. Jeder Wähler hatte eine Stimme für die Landesliste und fünf Stimmen für die Wahlkreislisten. Diese fünf Stimmen konnten beliebig auf die Kandidaten und Gesamtlisten der Parteien verteilt werden. Die Wahlbeteiligung bei den Wahlkreislisten betrug 69,8 Prozent. 2,7 Prozent der abgegebenen Stimmzettel für die Wahlkreislisten waren ungültig. Insgesamt wurden 203.307 gültige Stimmen abgegeben.
| Partei    | Sitze | Wahlkreisliste Parteistimmen in Prozent | Wahlkreisliste Parteistimmen | Wahlkreisliste Listenstimmen | Wahlkreisliste Persönlichkeitsstimmen |
| --------- | ----- | --------------------------------------- | ---------------------------- | ---------------------------- | ------------------------------------- |
| CDU       | 3     | 32,0                                    | 65.054                       | 46.289                       | 18.765                                |
| SPD       | 2     | 26,4                                    | 53.747                       | 36.608                       | 17.139                                |
| GAL       | 2     | 26,0                                    | 52.908                       | 32.644                       | 20.264                                |
| FDP       | 1     | 6,9                                     | 13.927                       | 8.262                        | 5.665                                 |
| Die Linke | 1     | 8,1                                     | 16.520                       | 10.178                       | 6.342                                 |
| AGFG      | 0     | 0,6                                     | 1.151                        | 334                          | 817                                   |

### Bürgerschaftswahlen 1966–2015
Die Bürgerschaftswahlen waren bis einschließlich 2004 reine Listenwahlen ohne Wahlkreise. Dargestellt werden deshalb im Zeitraum von 1966 bis 2004 (6.–18. Wahlperiode) die zusammengefassten Wahlergebnisse der Stadtteile im Wahlkreis. Für die Jahre ab 2008 (ab 19. Wahlperiode) ist das Ergebnis der Landesliste, das für die Mehrheitsverhältnisse in der Bürgerschaft entscheidend ist, angegeben. Es werden nur die Parteien aufgeführt, die im dargestellten Zeitraum in mindestens einem Stadtteil des Wahlkreises einmal mehr als fünf Prozent der abgegebenen gültigen Wählerstimmen auf sich vereinen konnten oder den Einzug in die Bürgerschaft erreichten. In der Summe kann das Ergebnis einer Wahl deshalb kleiner 100 Prozent sein. Alle Ergebnisse sind in Prozent angegeben.
| Partei             | 1966 | 1970 | 1974 | 1978 | 6/1982 | 12/1982 | 1986 | 1987 | 1991 | 1993 | 1997 | 2001 | 2004 | 2008 | 2011 | 2015 |
| ------------------ | ---- | ---- | ---- | ---- | ------ | ------- | ---- | ---- | ---- | ---- | ---- | ---- | ---- | ---- | ---- | ---- |
| SPD                | 56,9 | 54,5 | 43,9 | 48,7 | 41,1   | 49,2    | 38,0 | 45,4 | 47,1 | 37,6 | 33,4 | 39,5 | 31,5 | 33,7 | 43,1 | 37,8 |
| Grüne              |      |      |      |      | 14,6   | 13,9    | 20,8 | 15,2 | 15,4 | 25,7 | 27,1 | 18,5 | 24,9 | 15,7 | 18,5 | 19,7 |
| CDU                | 31,2 | 32,4 | 40,4 | 34,3 | 37,2   | 33,3    | 34,7 | 31,9 | 26,9 | 18,1 | 23,2 | 19,3 | 34,8 | 36,9 | 17,8 | 13,9 |
| Die Linke          |      |      |      |      |        |         |      |      |      |      |      |      |      | 6,7  | 7,6  | 10,9 |
| FDP                | 7,4  | 7,5  | 10,9 | 5,4  | 4,8    | 2,4     | 5,3  | 6,2  | 5,2  | 4,3  | 3,8  | 5,8  | 2,9  | 5,3  | 7,9  | 9,9  |
| AfD                |      |      |      |      |        |         |      |      |      |      |      |      |      |      |      | 3,4  |
| NPD                | 4,2  | 3,2  | 0,9  | 0,4  |        |         |      |      |      |      | 0,1  |      | 0,1  |      | 0,2  | 0,0  |
| Pro DM/Schill      |      |      |      |      |        |         |      |      |      |      |      | 0,1  | 1,7  |      |      |      |
| Schill/Offensive D |      |      |      |      |        |         |      |      |      |      |      | 11,0 | 0,2  |      |      |      |
| STATT              |      |      |      |      |        |         |      |      |      | 5,5  | 3,5  | 0,5  |      |      |      |      |
| Bunte Liste        |      |      |      | 7,7  |        |         |      |      |      |      |      |      |      |      |      |      |

## Belege
Strukturdaten
- Wahlkreis Rotherbaum – Harvestehude – Eimsbüttel-Ost. In: Statistisches Amt für Hamburg und Schleswig-Holstein (Hrsg.): Wahl zur hamburgischen Bürgerschaft 2008, Strukturdaten der Wahlkreise. 2008 (statistik-nord.de [PDF; 68 kB]).

Wahlen
- Statistisches Amt für Hamburg und Schleswig-Holstein: Bürgerschaftswahl. In: Wahldatenbank seit 1965. Abgerufen am 1. Januar 2008.
- Wahlkreis 5 Rotherbaum - Harvestehude - Eimsbüttel-Ost. Landeslisten-Stimmen im Vergleich zur Bürgerschaftswahl 2004. In: Statistisches Amt für Hamburg und Schleswig-Holstein (Hrsg.): Endgültiges Ergebnis der Bürgerschaftswahl Hamburg 2008. 6. März 2008 (statistik-nord.de [PDF; 4 kB]).
- Wahlkreis 05 Rotherb-Harvesteh-Eimsb.Ost. Parteistimmen. In: Statistisches Amt für Hamburg und Schleswig-Holstein (Hrsg.): Endgültiges Ergebnis der Bürgerschaftswahl Hamburg 2008. 7. März 2008 (statistik-nord.de [PDF; 9 kB]).
- Wahlkreis 5 Rotherbaum - Harvestehude - Eimsbüttel-Ost. Parteistimmen. In: Statistisches Amt für Hamburg und Schleswig-Holstein (Hrsg.): Endgültiges Ergebnis der Bezirksversammlungswahl 2008. 2008 (statistik-nord.de [PDF; 39 kB]).
- Wahl zur Bürgerschaft und die Wahlen zu den Bezirksversammlungen am 24. Februar 2008. In: Justizbehörde der Freien und Hansestadt Hamburg (Hrsg.): Amtlicher Anzeiger. Teil II des Hamburgischen Gesetz- und Verordnungsblattes. Bekanntmachungen. Nr. 21, 14. März 2008, S. 656–657, 667 (hamburg.de [PDF; 200 kB]).
- Wahl zur Bürgerschaft und die Wahl zu den Bezirksversammlungen am 24. Februar 2008. In: Justizbehörde der Freien und Hansestadt Hamburg (Hrsg.): Amtlicher Anzeiger. Teil II des Hamburgischen Gesetz- und Verordnungsblattes. Bekanntmachungen. Nr. 22, 18. März 2008, S. 699, 701 (hamburg.de [PDF; 296 kB]).

Einzelnachweise und Anmerkungen
1. 1 2  Anlage zu § 18 Absatz 8. In: Gesetz über die Wahl zur hamburgischen Bürgerschaft. 28. Juli 2007, abgerufen am 18. Februar 2016.
2. 1 2 3 4 5  Parteistimmen sind die Summe der Listenstimmen und Persönlichkeitsstimmen. Listenstimmen wurden für die Wahlkreisliste einer Partei abgegeben. Persönlichkeitsstimmen wurden für einzelne Kandidaten abgegeben. Jeder Wähler hatte fünf Stimmen, die beliebig verteilt werden konnten.
3. 1 2  Zulassung der Wahlvorschläge für die Wahl zur Bürgerschaft und die Wahl zu den Bezirksversammlungen am 24. Februar 2008. In: Justizbehörde der Freien und Hansestadt Hamburg (Hrsg.): Amtlicher Anzeiger. Teil II des Hamburgischen Gesetz- und Verordnungsblattes. Nr. 10. Hamburg 5. Februar 2008, S. 2, 4, 13, 24–25, 81–83 (hamburg.de [PDF; 1,6 MB]).
4. ↑  § 4. In: Gesetz über die Wahl zu den Bezirksversammlungen. 5. Juli 2004, abgerufen am 18. Februar 2016.